# Miocidaridae
Famille
Les Miocidaridae sont une famille éteinte  d'oursins de l'ordre des Cidaroida.

## Systématique
La famille des Miocidaridae a été décrite en 1957 par les paléontologues John Wyatt Durham (d) et Richard Valentine Melville (d). La classification exacte de cette famille n'est pas encore certaine, et sa monophylie n'est pas complètement établie.
Le genre type pour la famille est Miocidaris Döderlein, 1887 †

## Description
Ce sont des oursins réguliers : le test (coquille) est plus ou moins sphérique, protégé par des radioles (piquants), l'ensemble suivant une symétrie pentaradiaire (centrale d'ordre 5) reliant la bouche (péristome) située au centre de la face orale (inférieure) à l'anus (périprocte) situé à l'apex aboral (pôle supérieur).
Cette famille se distingue par des sutures imbriquées entre les plaques ambulacraires et interambulacraires, le bord externe des interambulacres étant distinctement denticulé (au moins au niveau adapical), ainsi que des tubercules primaires interambulacraires crénulés et perforés, ceux de la partie adorale ayant des aréoles confluentes.
Cette famille a vécu du Trias inférieur au Crétacé inférieur (autour de 272,5 à 196,5 millions d'années), et connut une répartition mondiale.

## Liste des genres
Liste des genres selon World Register of Marine Species (21 janvier 2014) :
- Couvelardicidaris Vadet, 1991 †
- Eotiaris Lambert, 1900 †
- Leurocidaris Kier, 1977b †
- Miocidaris Döderlein, 1887 †
- Permocidaris Lambert, 1900 †
- Procidaris Pomel, 1883 †